# Адаксина, Светлана Борисовна
Светлана Борисовна Адаксина (12 июля 1960) — советский и российский археолог, заместитель генерального директора, главный хранитель музейной коллекции Государственного Эрмитажа.

## Биография
Родилась 12 июля 1960 года в городе Ленинграде. В 1977 году окончила 111 среднюю школу города Ленинграда. В 1983 году окончила кафедру археологии исторического факультета
Ленинградского Государственного Университета им. А. А. Жданова.
С 1982 года работает в Государственном Эрмитаже:
1982—1987 годах — лаборант отдела Востока; 1987—1991 годах — младший научный сотрудник Отдела Востока;
1991—2007 годах — научный сотрудник, старший научный сотрудник, заместитель заведующего Отделом Востока;
февраль 2007 года и по настоящее время — заместитель директора, главный хранитель музея. С 2004 по 2007 год — заведующая аспирантурой Государственного Эрмитажа; хранитель коллекции прикладного искусства Средней Азии (более 6.000 экспонатов).
Является специалистом в области средневековой археологии Крыма, автором более 50 научных статей и публикаций, участником международных и российских конференций и симпозиумов по истории и археологии Крыма. С 1989 года и по настоящее время возглавляет Южно-Крымскую археологическую экспедицию Государственного Эрмитажа. За эти годы экспедиция исследовала византийскую крепость Алустон (современная Алушта), монастырский комплекс на юго-восточном склоне горы Аю-Даг, в бухте Панаир, знаменитую Партенитскую базилику на Южном берегу Крыма. С 2002 года ведётся планомерное изучение фортификационных сооружений и жилой застройки генуэзской крепости Чембало в Балаклаве.
С. Б. Адаксина входит в состав Экспертного Совета и различных рабочих групп Министерства культуры РФ по внесению изменений в Закон о Музейном Фонде РФ (ФЗ-№ 54), по ведению Государственного Каталога Музейного фонда РФ, по внесению изменений в «Инструкцию по учёту и хранению» и т. д.
Указом Президента Российской Федерации № 481 от 20.09.2016 года за заслуги в развитии отечественной культуры и искусства, многолетнюю плодотворную деятельность награждена медалью ордена «За заслуги перед Отечеством» II степени.
С 11 мая 2017 года входит в состав межведомственной рабочей группы по выработке конкретных мер и подготовке рекомендаций по координации сохранения и восстановления расположенных в Пальмире объектов включенных в список Всемирного наследия ЮНЕСКО
С 18 ноября 2019 года вошла в состав Геральдического совета при Президенте Российской Федерации
Указом Президента Монголии № 154 от 04.06.2021 года награждена медалью «Дружба»
Замужем, имеет взрослого сына.

## Основные работы
1. Белоглиняное блюдо с изображением рыб из Алустона // Византия и Ближний Восток. СПб, 1994, с.10-16.
2. Сюжет на блюде из Алустона // Эрмитажные чтения памяти В. Г. Луконина, СПб, 1995, с.188-193.
3. Историко-культурные связи средневекового Крыма в свете новых находок на горе Аю-Даг // Археология Крыма, т. I, Симферополь, 1997, с.1 09-117
4. Исследования монастырского комплекса на юго-восточном склоне горы Аю-Даг // в сборнике Археологические исследования в Крыму. 1994 год, Симферополь, 1997г, стр.11-14. © Крымский филиал ИА НАН Украины, 1997, ISBN 5-86966-027-0
5. Находки золотых византийских монет из раскопок Алустона // Stratum plus, СПб-Кишинёв-Одесса, 1999, № 6, с. 123—128 (в соавт.)
6. Клад серебряных платёжных слитков из Алустона // Stratum plus, СПб-Кишинёв-Одесса, 1999, № 6, с. 159—170 (в соавт.)
7. Археологические исследования храма монастыря святых апостолов Петра и Павла в Партените, на южном берегу Крыма // Материалы отчётной археологической сессии Государственного Эрмитажа. СПб, 1999, с.21-24
8. Святилище Артемиды в Тавриде: миф или реальность? // Эрмитажные чтения памяти Б. Б. Пиотровского, СПб, 1999, стр. 5-7
9. Храм монастыря святых апостолов Петра и Павла в Партените. // В сборнике Византия и христианский Восток , СПб, 1999, стр. 3-6
10. Южно-Крымская археологическая экспедиция в 2000 г. // Отчетная археологическая сессия за 2000 г. Спб, 2001, с. 19-26
11. Южно-Крымская археологическая экспедиция в 1995-97гг. // Сообщения Государственного Эрмитажа, вып.59, СПб, 2001г, стр. 91-93
12. Две новые находки энколпионов с г. Аю-Даг // Тезисы конференции «Сугдея, Сурож, Солдайя в истории и культуре Руси и Украины» — Киев, 2002, с. 14-15
13. Монастырский комплекс X—XVI веков на юго-восточном склоне горы Аю-Даг. // Материалы Южно-Крымской археологической экспедиции Государственного Эрмитажа. СПб, вып. I 2002, 116 с
14. Партенитская базилика в X—XI веках (первый этап существования памятника). (в соавт).// Христианский восток, том 6(XII). Новая Серия. Москва, 2013, с.401-503. © Государственный Эрмитаж, ISBN 978-5-93572-491-7
15. Отчёт об археологических исследованиях средневековой крепости Чембало в 2002 г. // Материалы Южно-Крымской археологической экспедиции Государственного Эрмитажа. СПб, вып. II, 2003 , 184 с. (в соавт.)
16. Исследования генуэзской крепости Чембало в 2002 году // Тезисы Археологической сессии Гос. Эрмитажа , СПб, 2003, с.50-54
17. Археологические работы на генуэзской крепости Чембало // Отчёт Государственного Эрмитажа, СПБ, 2003, с.47- 48
18. Вступительная статья и каталожные описания в каталоге временной выставки «Liefde uit de Hermitage» (Из Эрмитажа с любовью). Амстердам, 2003, с. 184—189
19. Отчёт об археологических исследованиях средневековой крепости Чембало в 2003 г. // Материалы Южно-Крымской археологической экспедиции Государственного Эрмитажа. СПб, вып. III, 2004 , 253 с. (в соавт.)
20. Крепость Чембало в историографии последней трети XVIII — первой половине XIX вв. // О древнстях Южного берега и гор Таврических; сборник трудов по материалам конференции в честь 210-летия П. И. Кеппена. Киев, 2004, с.82-93. (в соавт.) © Крымский филиал ИА НАН Украины, 2004, ISBN 966-8518-23-3
21. Аю-Даг — Крымский Афон. // «Византия в контексте мировой истории». СПб, 2004, стр. 5-11
22. Ещё раз о христианизации Крыма // «Боспорский феномен: проблемы хронологии и датировки памятников», СПб, 2004, стр. 166—172. © Издательство Государственного Эрмитажа, Санкт-Петербург, 2004, ISBN 5-93572-117-1
23. Отчёт об археологических исследованиях средневековой крепости Чембало в 2004 г. // Материалы Южно-Крымской археологической экспедиции Государственного Эрмитажа. СПб, вып. IV, 2005 , 190 с. (в соавт.)
24. Отчёт об археологических исследованиях средневековой крепости Чембало в 2005 г. // Материалы археологических экспедиций Государственного Эрмитажа. Южно-Крымская экспедиция. Вып. V, СПб-Симферополь, 2006, 223 стр. (в соавт.)
25. Каталог выставки «Beyond the Palase Walls. Islamic Art from the State Hermitage Museum» // National Museums of Scotland, Edinburgh, 2006, стр. 205—214, каталожные № 196—213, 215.© The State Hermitage Museum, St.Petersburg, 2006, ISBN 1-905267-04-5
26. Отчёт об археологических исследованиях средневековой крепости Чембало в 2006 г. // Материалы Южно-Крымской археологической экспедиции Государственного Эрмитажа. СПб, вып. VI, 2007 , 277 с. (в соавт.)
27. Отчёт об археологических исследованиях средневековой крепости Чембало в 2007 г. // Материалы Южно-Крымской археологической экспедиции Государственного Эрмитажа. СПб, вып. VII, 2008 , 215 с. (в соавт.)
28. Средняя Азия во второй половине XIX- начале XX вв.// Каталог выставки «Во дворцах и в шатрах. Исламский мир от Китая до Европы.». Санкт-Петербург, 2008 г, стр.250-216. © Государственный Эрмитаж, 2008г, ISBN 978-5-935267-8
29. Средняя Азия во второй половине XIX- начале XX веков // Каталог выставки « От Китая до Европы. Искусство исламского мира». Санкт-Петербург, 2008, стр.214-217. © Государственный Эрмитаж, 2008г, ISBN 978-5-901528-15-0
30. Отчёт об археологических исследованиях средневековой крепости Чембало в 2008—2009 гг. // Материалы Южно-Крымской археологической экспедиции Государственного Эрмитажа. СПб, вып. VIII, 2010 , 303 с. (в соавт.)
31. Отчёт об археологических исследованиях средневековой крепости Чембало (г. Балаклава) в 2010 г. // Материалы Южно-Крымской археологической экспедиции Государственного Эрмитажа. СПб, вып. IX, 2011 , 164 с. (в соавт.)
32. Отчёт об археологических исследованиях средневековой крепости Чембало в 2011 г. // Материалы Южно-Крымской археологической экспедиции Государственного Эрмитажа. СПб, вып. X, 2012 , 208 с. (в соавт.)
33. Отчёт об археологических исследованиях средневековой крепости Чембало в 2012—2013 годах // Материалы Южно-Крымской археологической экспедиции Государственного Эрмитажа. СПб, вып. XI, 2014 , 272 с. (в соавт.)
34. Отчёт об археологических исследованиях средневековой крепости Чембало в 2014 г. // Материалы Южно-Крымской археологической экспедиции Государственного Эрмитажа. СПб, вып. XII, 2015 , 204 с. (в соавт.)
35. Отчёт об археологических исследованиях средневековой крепости Чембало в 2015 г. // Материалы Южно-Крымской археологической экспедиции Государственного Эрмитажа. СПб, вып. XIII, 2016 , 166 с. (в соавт.)
36. Основные этапы формирования оборонительной системы генуэзского города Чембало (1345—1475 гг.) СГЭ, т.86, 2017г, стр.289-297 (в соавт.) © Государственный Эрмитаж, ISBN 978-5-93572-720-8
37. Генуэзская крепость Чембало: основные этапы формирования оборонительной системы и инфраструктуры города в XIV—XV вв. // Труды Государственного Эрмитажа. СПб.: ГЭ, 2017
38. Отчёт об археологических исследованиях средневековой крепости Чембало в 2016 г. // Материалы Южно-Крымской археологической экспедиции Государственного Эрмитажа. СПб, вып. XIV, 2017 , 153 с. (в соавт.)
39. Отчёт об археологических исследованиях средневековой крепости Чембало (г. Балаклава) в 2017 году // Материалы Южно-Крымской археологической экспедиции. — СПб; Севастополь, 2018. Вып. XV (в соавт.)
40. Золотоордынские компоненты в культуре генуэзского города Чембало (Балаклавы) в XIV—XV вв // Археология евразийских степей — № 4: Средневековая археология: Мат-лы VIII междунар. науч. конф. «Диалог городской и степной культур на евразийском пространстве», посв. памяти Г. А. Федорова-Давыдова. — Казань: Казанская недвижимость, 2018.
41. Отчёт об археологических исследованиях средневековой крепости Чембало (г. Балаклава) в 2018 году // Материалы Южно-Крымской археологической экспедиции. — СПб; Севастополь, 2019. Вып. XVI (в соавт.)
42. Исследования крепости Чембало в 2018—2019 гг // История и археология Крыма. Вып. XI. — Симферополь, 2019 (в соавт.)

## Награды
- Медаль ордена «За заслуги перед Отечеством» II степени (2016)[6]
- Медаль «В память 300-летия Санкт-Петербурга» (2004 год)
- Медаль «Дружба» (2021 год)
- Медаль «За верность делу» Керченского музея древностей (2017 год)